# Georges Bataille
Georges Albert Maurice Victor Bataille (Puy-de-Dôme, 10 de Setembro de 1897 – 8 de Julho de 1962) foi um escritor francês, cuja obra se enquadra tanto no domínio da literatura como nos campos da filosofia, antropologia, economia, crítica literária, sociologia e história da arte. O erotismo, a transgressão e o sagrado são temas abordados em seus escritos.

## Biografia
Georges Bataille foi filho de Joseph-Aristide Bataille (nascido em 1851), um coletor de impostos (que, posteriormente, ficaria cego e paralítico em decorrência de neurossífilis) e Antoinette-Aglaë Tournarde (nascida em 1865). Georges nasceu em 10 de setembro de 1897, em Billom, na região de Auvergne. Sua família se mudou para Reims em 1898, onde ele foi batizado. Ele frequentou a escola em Reims e, posteriormente, Épernay. Embora tenha crescido sem seguir religião alguma, ele se converteu ao catolicismo em 1914, e se tornou um devoto católico por nove anos. Ele pensou em se tornar padre e frequentou, brevemente, um seminário. No entanto, ele acabou por abandonar essa aspiração, em parte porque precisava arranjar uma ocupação que lhe permitisse sustentar sua mãe. No início da década de 1920, ele renunciou ao cristianismo.
Ele frequentou a Escola Nacional de Cartas, em Paris, onde se graduou em fevereiro de 1922. Ele se graduou com uma tese intitulada "A ordem da cavalaria, conto em verso do século XIII, com introdução e notas". Embora ele sempre seja considerado arquivista e bibliotecário por causa de seu emprego na Biblioteca Nacional da França, seu emprego lidava com coleções de medalhões (ele também publicou artigos acadêmicos sobre numismática). Sua tese na Escola Nacional de Cartas era uma edição crítica do poema medieval "Ordem de cavalaria", que foi reconstruído por Bataille a partir dos oito manuscritos originais. Depois de se graduar, ele se transferiu para a Escola de Estudos Espanhóis Avançados, em Madri. Ele foi amigo, e sofreu uma grande influência, do existencialista russo Lev Shestov.
Fundador de vários jornais e grupos literários, Bataille é autor de obras diversificadas: conferências, poemas e ensaios, sobre variados temas (misticismo da economia, poesia, filosofia, arte, erotismo). Ele publicou sob vários pseudônimos. Foi relativamente desconhecido durante sua vida, e desprezado por contemporâneos como Jean-Paul Sartre como sendo um advogado do misticismo. Após a sua morte, no entanto, passou a exercer considerável influência sobre autores como Michel Foucault, Philippe Sollers e Jacques Derrida, todos afiliados ao jornal Tel Quel. Sua influência é sentida mais explicitamente na obra fenomenológica de Jean-Luc Nancy, mas também é significativa na obra de Jean Baudrillard, nas teorias psicanalíticas de Jacques Lacan e Julia Kristeva, e na recente obra antropológica de Michael Taussig. 
Inicialmente atraído pelo surrealismo, Bataille logo se desentendeu com o fundador do movimento, André Breton. Após a Segunda Guerra Mundial, no entanto, Bataille e os surrealistas voltaram a se relacionar amistosamente. Bataille era membro do extremamente influente Colégio de Sociologia, que incluía vários outros surrealistas renegados. Ele foi grandemente influenciado por Hegel, Freud, Marx, Marcel Mauss, o Marquês de Sade, Alexandre Kojève e Friedrich Nietzsche. Bataille defendeu Nietzsche em um notável ensaio contra a apropriação de seu pensamento pelos nazistas.
Fascinado pelo sacrifício humano, ele fundou uma sociedade secreta, Acéfala, que tinha, como símbolo, um homem sem cabeça. De acordo com a lenda, Bataille e os demais membros da sociedade concordaram em ser vítimas de um sacrifício na inauguração da sociedade, mas nenhum deles aceitou ser o carrasco. Uma indenização foi oferecida ao possível carrasco, mas mesmo assim nenhum deles aceitou, até a dissolução da sociedade, pouco antes da Segunda Guerra Mundial. O grupo também publicou uma crítica da filosofia de Nietzsche que defendia o que Derrida chamou de "antissoberania". Colaboradores nesse projeto incluíram André Masson, Pierre Klossowski, Roger Caillois, Jules Monnerot, Jean Rollin e Jean Wahl.
Bataille sofreu várias influências e usou vários modos de discurso para criar sua obra. Sua novela História do Olho, publicada sob o pseudônimo Lord Auch (literalmente, "senhor vá à merda", pois Auch é a abreviação de aux chiottes, "vá à merda"), foi lida inicialmente como pura pornografia. Gradualmente, a interpretação da obra foi evoluindo, até atingir a profundidade filosófica e emocional de outros autores também incluídos na chamada "literatura de transgressão". O imaginário da novela é construído sobre uma série de metáforas que se referem a elementos dos trabalhos de Bataille: o olho, o ovo, o sol, a terra, o testículo.
Outras famosas novelas incluem publicações póstumas como "Minha mãe" (que se tornou a base do filme homônimo de Christophe Honoré), "O impossível" e "O azul do céu", que, com sua necrofilia, incesto, política e sugestões autobiográficas, compõe uma descrição muito mais sombria da realidade. 
Durante a Segunda Guerra Mundial, Bataille escreveu Summa Atheologica (cujo título lembra Summa Theologica, de Tomás de Aquino), que inclui suas obras "A experiência interior", "Culpado" e "Sobre Nitzsche". Depois da guerra, ele compôs "A parte maldita", que ele disse representar trinta anos de trabalho. O singular conceito de soberania aí exposto se tornaria um importante tópico de discussão para Derrida, Giorgio Agamben, Jean-Luc Nancy e outros. Bataille também fundou o influente jornal "Crítica".
O primeiro casamento de Bataille foi com a atriz Sylvia Maklès, em 1928; eles divorciaram em 1934, e posteriormente ela se casou com o psicanalista Jacques Lacan. Bataille também teve um relacionamento amoroso com Colette Peignot, que morreu em 1938. Em 1946, Bataille se casou com Diane de Beauharnais, com quem teve uma filha.
Em 1955, Bataille foi diagnosticado com arteriosclerose cerebral, mas não foi informado na época sobre o caráter terminal de sua doença. Ele morreu sete anos depois, em nove de julho de 1962.
Bataille era ateu.

## Pensamento
Filho de "pai descrente, mãe indiferente", conforme descrito pelo próprio, converteu-se aos 15 anos ao catolicismo, vindo a abandoná-lo anos após. Muito cedo estudou psicanálise, marxismo e a antropologia de Marcel Mauss; bebeu das águas de Nietzsche, filiando-se ao seu pensamento: em 1929-30, seu caráter contestador já podia ser observado. Preocupado em escapar ao cativeiro da modernidade, do universo fechado da razão ocidental, Bataille, diferente do que fez Heidegger, não pretende encontrar os fundamentos mais profundos da subjetividade, mas sim libertá-la dos seus limites (Habermas).
Começou a escrever por sugestão de seu psicanalista, tendo seu primeiro livro, "História do Olho", publicado em 1928 sob o pseudônimo de Lord Auch, que permanecerá até sua morte por vontade do autor, uma vez que o livro, com traços autobiográficos, foi escrito com a intenção de expurgar sua mente - uma maneira de livrar-se das obsessões atormentadoras ou, como dizia, "Escrevo para apagar meu nome".
Após a "História do Olho", Bataille prossegue sua obra erótica, tributária de Sade, publica em 1937, sob o pseudônimo de Pierre Angélique, "Madame Edwarda". É uma ficção erótica onde encontramos seres angustiados e torturados por conflitos íntimos, que Bataille utiliza para nos mostrar a perda do indivíduo em torno de suas paixões até a morte.
Esse gosto pela literatura o levou a reunir, em "A Literatura e o Mal", diversos estudos onde analisa a obra de Emily Brontë, Baudelaire, Jules Michelet, William Blake, Sade, Proust, Kafka e Jean Genet, parcialmente publicados na revista "Critique", nos anos que se seguiram à Primeira Guerra Mundial. Eles nos oferecem o sentido que tinha a literatura para Bataille - a literatura é comunicação, impõe uma lealdade, uma moral rigorosa. Não é inocente. 

A literatura é o essencial ou não é nada. O mal - uma forma penetrante do Mal - de que ela é a expressão tem, para nós, creio eu, o valor soberano.
Duas obras são fundamentais para compreendermos o pensamento de Bataille. Em "A Parte Maldita", Bataille buscou a elaboração de um pensamento sobre economia partindo da antropologia de Mauss, bastante distinta do liberalismo e do marxismo dominantes em sua época. É o único livro onde ele teria tentado construir sua visão de mundo: filosofia da natureza, filosofia do homem, filosofia da economia, filosofia da história (Jean Piel).
Influenciado pela leitura de "O Ensaio Sobre a Dádiva", "A Noção de Despesa", que precede e origina o livro, sustenta que o consumir, e não o produzir, que o despender e não o conservar, que o destruir em vez de construir, constituem as motivações primeiras da sociedade humana. Reinvertendo o princípio axiomático da primazia da produção sobre o consumo, Bataille traz, para a interpretação da economia, as análises que privilegiam as formas de circulação, e que não se traduzem em medidas de valor. Ao sistematizar sua teoria geral da circulação da energia sobre a terra, sempre numa espiral ascendente que dá o caráter de nossa sociedade, Bataille revela a influência da ideia de dádiva, onde ele nos mostra que existem outros princípios de troca fundadores da sociedade, onde impera a qualidade, como o sacrifício ritual, e que nos vinculam ao que está além do humano. Rejeitando as teorias de Keynes, bem como o marxismo de juventude, Bataille construiu seu pensamento insistindo na hipótese de uma abundância inevitável e inaceitável no mundo, cuja acumulação conduz à morte. 
Em "O Erotismo", Bataille continua essa linha de estudos. Ao encontrar, no erotismo, a chave que desvenda os aspectos fundamentais da natureza humana, o ponto limite entre o natural e o social, o humano e o inumano, Bataille o vê como a experiência que permite ir além de si mesmo, superar a descontinuidade que condena o ser humano: 

Falarei sucessivamente dessas três formas, a saber: o erotismo dos corpos, o erotismo dos corações e, finalmente, o erotismo sagrado. Falarei dessas três formas a fim de deixar bem claro que, nelas, o que está sempre em questão é substituir o isolamento do ser, a sua descontinuidade, por um sentimento de continuidade profunda.
Dividida em duas partes, o livro expõe na primeira parte sistematicamente os diferentes aspectos da vida humana sob o ângulo do erotismo e na segunda, estudos independentes que tratam de psicanálise e literatura. Estudioso de religiões orientais, experiências místicas e práticas extáticas e sacrificiais, Bataille nos leva a descobrir que "entre todos os problemas, o erotismo é o mais misterioso, o mais geral, o mais distante". Mostrando os efeitos de transgredir as interdições impostas milenariamente por estes elementos desordenadores, Bataille dá, ao erotismo e à violência, uma dimensão religiosa, onde explora os meios para se atingir uma experiência mística "sem Deus": "um homem que ignora o erotismo é tão estranho quanto um homem sem experiência interior". 
Sua obra é pouco conhecida no Brasil, porém, sua presença pode ser encontrada em vários os meios, sob as mais diferentes formas. Seu pensamento alimenta teóricos das mais diversas áreas. A morte como destino da sociedade de consumo é essencial à doutrina de Jean Baudrillard; Deleuze e Guattari inspiram-se em Bataille para ver o mundo como espaço de várias alternativas possíveis à lógica do mercado, lugar onde desembocam pulsões e desejos, um mundo de novas estratégias não mercantis. Ao reconhecer o excesso encarnado no desejo de transgredir os mitos no campo simbólico, Bataille contribuiu para uma geração de intelectuais projetarem da economia à psicanálise uma tonalidade impregnada de culturalismo que não cessa de mostrar-se como alternativa original e criativa de compreender nosso mundo.
Bataille foi enterrado em Vézelay, em um pequeno cemitério próximo à basílica, com uma simples tábua funerária, sem outra inscrição que não seu nome e as datas: Georges Bataille, 1897-1962.

### Materialismo de base
Bataille desenvolveu o materialismo de base no final da década de 1920 e início da década de 1930 numa tentativa de romper com o materialismo dominante, que ele via como uma forma sutil de idealismo. Ele argumenta a favor de uma ativa matéria básica que quebra a oposição entre alto e baixo e desestabiliza todas as fundações. É um conceito semelhante ao monismo neutral de Baruch Espinoza, uma filosofia que engloba tanto a mente como a matéria, conforme postulado por Descartes; contudo, desafia definição estrita e continua mais no âmbito da experiência do que no da racionalização. O materialismo de base foi uma grande influência na desconstrução de Derrida, e ambos os pensadores tentaram desestabilizar as oposições filosóficas por meio de um instável "terceiro termo". A noção de materialismo de Bataille também pode ser vista como uma antecipação do conceito de materialismo aleatório ou "materialismo de encontro" de Louis Althusser, que se baseia em metáforas atomistas similares para esboçar um mundo no qual causalidade e realidade são abandonadas em favor de possibilidades ilimitadas de ação.

### A parte maldita
"A parte maldita" é um livro escrito por Bataille entre 1946 e 1949, quando foi publicado pelas Edições de Meia-noite. Apresenta uma nova teoria econômica, que Bataille chama de "economia geral", distinta da perspectiva econômica "restrita" da maior parte da teoria econômica. Na introdução teórica, Bataille escreve:

Vou, simplesmente, afirmar, sem mais delongas, que a extensão do crescimento econômico requer a derrubada dos princípios econômicos - a derrubada da ética que os sustenta. Mudar as perspectivas da economia restritiva para aquelas da economia geral requer uma transformação copérnica: uma inversão do pensamento - e da ética. Uma parte da riqueza (sujeita a estimativa grosseira) é destinada à destruição ou ao menos ao uso improdutivo sem qualquer lucro possível.
De acordo com a teoria de Bataille do consumo, a parte maldita é essa parte excessiva e irrecuperável da economia que é destinada a um de dois modos de despesa social e econômica. Precisa ser gasta luxuosa e conscientemente sem ganhos nas artes, em sexualidade não procriativa, em espetáculos e monumentos suntuosos, ou é destinada com consequências ultrajantes e catastróficas à guerra. Bataille utiliza o termo "consumação" para definir esse gasto excessivo, e o termo "consumo" para designar o gasto não excessivo geralmente tratado pela economia "restrita". 
A noção de energia "excessiva" é central para o pensamento de Bataille. A investigação de Bataille trata a superabundância de energia, a partir da oferta infinita de energia solar, ou dos excedentes das reações químicas básicas da vida, como a norma para os organismos. Em outras palavras, um organismo, segundo Bataille, ao contrário dos atores racionais da economia clássica, tem um "excesso" de energia. Essa energia extra pode ser usada positivamente para o crescimento do organismo, ou pode ser desperdiçada. Bataille insiste que o crescimento do organismo sempre encontra obstáculos e se torna impossível. O gasto dessa energia é o "luxo". A forma que o luxo assume na sociedade é característico de cada sociedade. A "parte maldita" se refere a esse excesso, destinada ao desperdício.
Crucial para a formulação da teoria foi a reflexão de Bataille sobre o potlatch. Ela foi influenciada pela obra "O presente", de Marcel Mauss, e a obra A Genealogia da Moral, de Friedrich Nietzsche.

## Obra
A obra de Bataille atravessou campos diversos, da literatura à filosofia. Considerado como um dos escritores mais polêmicos e originais do século XX, transitava entre os boêmios na cena intelectual parisiense, além de trabalhar como arquivista da Biblioteca Nacional de Paris durante décadas. Sua obra foi marcada por duas experiências centrais - a experiência estética no âmbito do surrealismo e a experiência política ligada ao radicalismo de esquerda.

### Livros e artigos publicados
- 1927 - Anus solaire
- 1928 - Histoire de l'Œil - detalha a cada vez mais bizarra perversão sexual de um casal de amantes adolescente.[13]
- 1941 - Madame Edwarda
- 1943 - Somme athéologique (trilogie)
- 1944 - L'expérience intérieure
- 1945 - Le coupable
- 1946 - Sur Nietzsche
- 1947 - Haine de la poésie
- 1947 - Alleluiah
- 1949 - La part maudite, tradução portuguesa de Miguel Serras Pereira, Lisboa: Fim de Século, 2005
- 1950 - L'abbé C.
- 1955 - Lascaux, ou la naissance de l'art
- 1955 - Ma mère
- 1955 - Le paradoxe de l'érotisme, Nouvelle Revue Française, n°29, 1er Mai 1955.
- 1957 - La littérature et le mal
- 1957 - Le bleu du ciel
- 1957 - L'érotisme, tradução portuguesa de João Bénard da Costa, Lisboa:Antígona, 1988
- 1961 - Les larmes d'Éros
- 1965 - Le procès de Gilles de Rais
- 1973 - Théorie de la religion

Sua correspondência foi publicada em 1997 pela Gallimard sob o título Choix de lettres 1917-1962. Grande parte de sua obra não foi traduzida para o português.

### Livros publicados no Brasil
- A noção de despesa – A parte maldita. Rio de Janeiro: Imago, 1975.
- História do olho. São Paulo: Escrita, 1981.
- Minha mãe. São Paulo: Brasiliense, 1984.
- O azul do céu. São Paulo: Brasiliense, 1986.
- A experiência interior. São Paulo: Atica, 1992.
- Teoria da religião. São Paulo: Atica, 1993.
- O padre C. Rio de Janeiro: Relume Dumará, 1999.
- O erotismo. São Paulo: Arx, 2004.
- Acéphale n° 1-5 Florianópolis: Cultura e Barbárie, 2013.
- Poemas. Belo Horizonte: UFMG, 2015.
- A literatura e o mal. Belo Horizonte: Autêntica Editora, 2015.
- Sobre Nietzche: vontade de chance. Belo Horizonte: Autêntica Editora, 2017.
- O culpado. Belo Horizonte: Autêntica Editora, 2017.
- Documents. Florianópolis: Cultura e Barbárie, 2019.
- Manet. São Paulo: Martins Fontes, 2020.
- Van Gogh: mutilado e suicidado (Ensaio de Georges Bataille intitulado A mutilação sacrificial e a orelha cortada de Van Gogh). Na mesma obra possui o ensaio Van Gogh, o suicidado pela sociedade de Antonin Artaud. Tradução e apresentação de Diogo Cardoso. São Paulo: Edições 100/cabeças. 2023. ISBN: 978-65-87451-12-1